# Urbar (Rhein-Hunsrück-Kreis)
Urbar ist eine Ortsgemeinde im Rhein-Hunsrück-Kreis in Rheinland-Pfalz. Der Rheinhöhenort gehört der Verbandsgemeinde Hunsrück-Mittelrhein an. Urbar war von 1974 bis 1999 ein Stadtteil der Stadt Oberwesel. 1999 wurde Urbar wieder eine selbständige Gemeinde.

## Geographie
Urbar liegt zwischen St. Goar und Oberwesel nahe dem Rhein gegenüber der Loreley, mit direktem Blick auf den sagenumwobenen Loreleyfelsen.

## Geschichte
Urbar wurde erstmals 1246 urkundlich erwähnt. In späteren Urkunden wurde er Vrbe (1311), villa Vrbere (1336), Vorbir (1338) und Urber (1385) genannt. Der Ortsname geht auf das mhd. „urvar“ (Stelle am Ufer, wo man ab- und anfährt) zurück.
Urbar gehörte bis Ende des 18. Jahrhunderts zum Amt Oberwesel des Kurfürstentums Trier. Nach 1792 hatten französische Revolutionstruppen die Region besetzt und nach dem Frieden von Campo Formio (1797) annektiert. Von 1798 bis 1814 gehörte Urbar zum französischen Rhein-Mosel-Departement und war dem Kanton Sankt Goar und dem Arrondissement Simmern zugeordnet. Aufgrund der auf dem Wiener Kongress (1815) getroffenen Vereinbarungen kam die Region zum Königreich Preußen. Ab 1816 war die Gemeinde Urbar dem Kreis Sankt Goar im Regierungsbezirk Koblenz zugeordnet, der von 1822 an zur Rheinprovinz gehörte.
Nach dem Ersten Weltkrieg zeitweise französisch besetzt, ist der Ort seit 1946 Teil des damals neu gebildeten Landes Rheinland-Pfalz. Die selbständige Gemeinde schloss sich in einem stark umstrittenen Schritt mit einem Eingemeindungsvertrag vom 13./14. Dezember 1973 mit Wirkung des 17. März 1974 der Stadt Oberwesel an. Am 13. September 1999 wurde Urbar wieder eine selbständige Gemeinde.

## Politik

### Gemeinderat
Der Gemeinderat in Urbar besteht aus zwölf Ratsmitgliedern, die bei der Kommunalwahl am 9. Juni 2024 in einer Mehrheitswahl gewählt wurden, und dem ehrenamtlichen Ortsbürgermeister als Vorsitzendem.

### Bürgermeister
Thorsten Plenz wurde am 10. Juli 2024 Ortsbürgermeister von Urbar. Bei der Direktwahl am 9. Juni 2024 war er als einziger Bewerber mit einem Stimmenanteil von 93,5 % für fünf Jahre gewählt worden.
Der Vorgänger von Thorsten Plenz, Heinz Link, war bei der Direktwahl am 26. Mai 2019 mit 82,58 % gewählt worden und damit Nachfolger von Thomas Stein, der damals nicht erneut angetreten war.

### Wappen
| Wappen von Urbar | Blasonierung: „Blau, durch ein halbes goldenes Hochkreuz nach rechts, bedeckt mit einem halben roten Hochkreuz und einen silbernen Pfahl links zweimal gespalten, links im unteren blauen Feld eine goldene Traube, rechts in der blauen Flanke eine goldene Ähre.“ |
| Wappen von Urbar | |

## Sehenswürdigkeiten
Mit dem Aussichtspunkt Loreleyblick Maria Ruh hat Urbar einen der schönsten Panoramablicke über das Mittelrheintal. Westlich des Ortes bietet der Aussichtsturm auf dem Spitzenstein eine umfassende Rundsicht auf die gesamte Umgebung.

Aussicht vom Loreleyblick Maria Ruh auf die Loreley, die Burgen Katz und Maus sowie St. Goarshausen
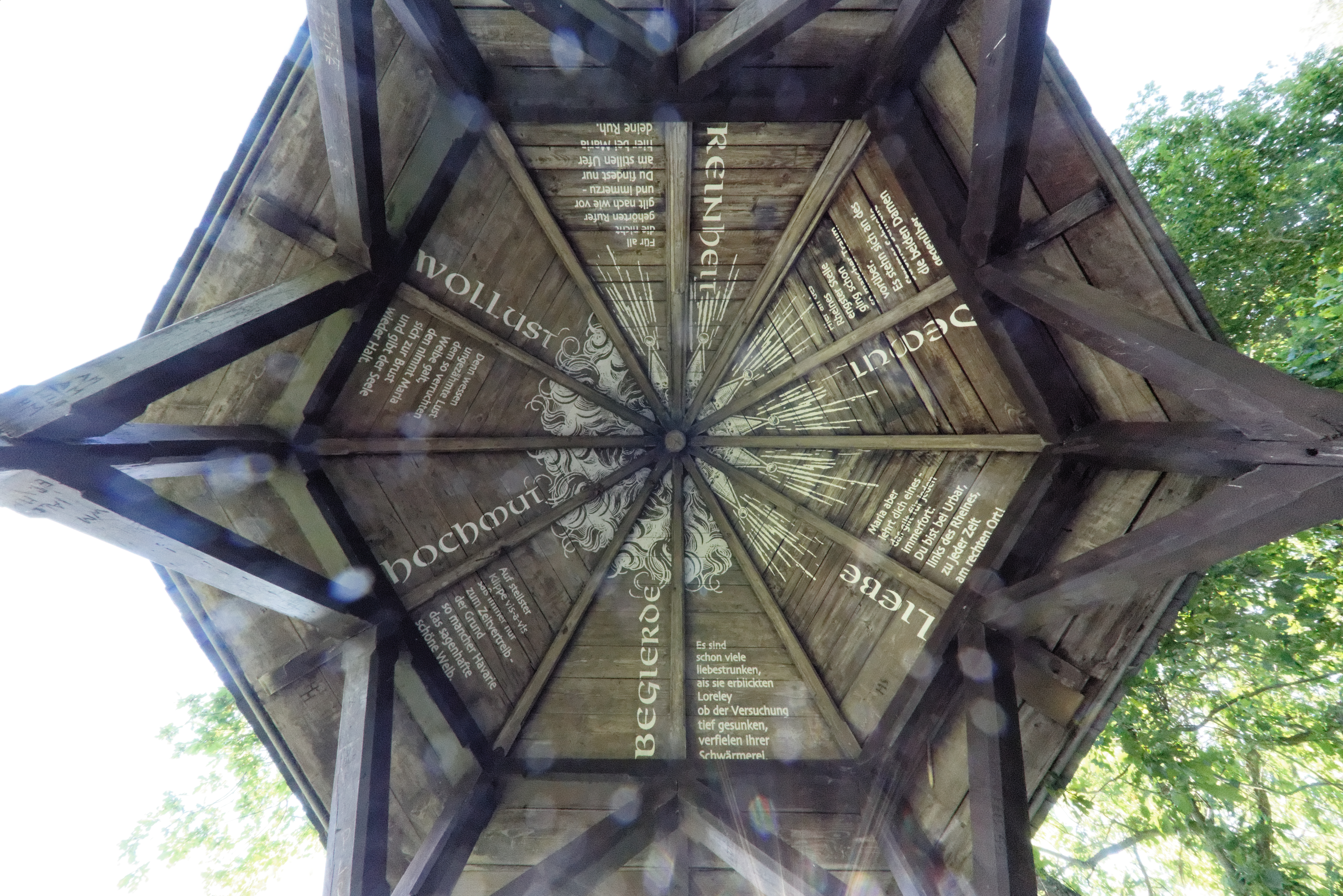
Deckeninschrift des Aussichtspavillons Loreleyblick Maria Ruh

In der Gemeinde Urbar gibt es außer den genannten Aussichtspunkten folgende Sehenswürdigkeiten:
- die katholischen Kirche St. Antonius im historischen Ortsmittelpunkt an der Rheingoldstraße
- gegenüber der Kirche das altes Backes (Backhaus, wird heute unter anderem als öffentliche Bücherei genutzt) und davor der St. Antonius-Brunnen
- der Skulpturenpark zwischen Urbar und Oberwesel von 1996, eine Art Freilichtmuseum
- die sogenannte Freiheits-Wutz, Skulptur von Willy Heinzen (von 1999) zur Erinnerung an die Ausgemeindung an der St. Antonius Straße Ecke Am Taunusblick
- das Bürgerhaus Winzerkeller (Weinstraße 7), Dorfgemeinschaftshaus, umfassend umgebaut und 2019 fertiggestellt, Mehrzweckgebäude für unter anderem Proben, Veranstaltungen und Feiern der verschiedenen Vereine

|  |  |